# 不二越
株式会社不二越（ふじこし、英: NACHI-FUJIKOSHI CORP.）は、東京都港区に本社を置く切削工具・ベアリング・産業用ロボット（おもに自動車製造用ロボット）の製造を中心とする日本の企業である。東京証券取引所プライム市場上場企業で、2004年までは日経平均株価の構成銘柄であった。
創業地は富山県富山市で、かつては本社も富山市に置かれていたが、2018年（平成30年）2月、本社機能を東京に全面移転した。
商標はNACHI（那智）。かつては那智号のブランドで自転車を製造していた。

## 社名の由来
創業者の井村荒喜が、「機械工具分野の自立が、わが国の産業を発展させる基礎である」という強い使命感にあふれ、この抱負を、創業の精神として社名を「不二越」とした。不二は、仏典で「善悪不二、邪正一如」あるいは「迷悟不二」というように、現象としては違うもの、反対に見えるものも、より高い次元に立ってその本質を深く見極めれば、もともと一つのものであることを意味する。すなわち、正に対する反、そして合への昇華を期するもの。越は、北陸の古い呼称「高志」を意味する。

## ブランド名の由来
ブランド名「NACHI」は熊野那智大社に由来し、日本のルーツと高い事業意欲を象徴している。1929年（昭和4年）、昭和天皇が国産奨励の産業視察のため関西に巡幸した折、優秀国産品として、不二越のハクソー（金切鋸刃）を大阪市庁で見学した。井村はこの栄誉にいたく感激し、このとき天皇が座乗した最新鋭の重巡洋艦「那智」の艦形をバックにしてNACHIマークをつくり、商標として登録した。

## 沿革
- 1928年（昭和3年）12月21日 - 不二越鋼材工業株式会社設立[4]。
- 1940年（昭和15年）1月 - 東京株式取引所へ長期精算取引上場[5]。
- 1941年（昭和16年） - 海軍用の高角砲、機銃の部品生産を開始。
- 1944年（昭和19年） - 同年中に各工場が軍需会社法による軍需会社に順次指定される[6]。
- 1944年（昭和19年）
  - 2月11日 - 大型ブローチ国産化成功により第一回技術院賞を受賞[7]。
  - 10月  - 満洲証券取引所上場。
- 1945年（昭和20年）
  - 同年中 - 上滝小学校講堂へ疎開[8]。
  - 8月1日 - 富山大空襲により大泉工場などが被災[9]。
- 1946年（昭和21年）
  - 4月 - 富山工場が自転車の試作を、山室工場がオート三輪の試作をそれぞれ開始[9]。
  - 8月9日 - 羽咋工場が賠償工場に指定される。これ以降山室工場、工作機工場および軸受け工場も指定を受ける[9]。
- 1949年（昭和24年）5月16日 - 東京証券取引所1部上場。
- 1950年（昭和25年）8月 - 自転車製造業から撤退[9]。
- 1952年（昭和27年）4月26日 - 賠償工場指定が解除される[9]。
- 1963年（昭和38年）8月 - 株式会社不二越に商号変更[10]。
- 1999年（平成11年） - 住友電工ハードメタル（当時は住友電気工業の粉合・ダイヤ事業部）と業務提携。
- 2013年（平成25年） - 中国で産業用ロボットの生産を開始[11]。
- 2017年（平成29年）8月20日 - 本社を富山・東京の2本社制から東京に一本化[12][13][14]。
- 2018年（平成30年）2月 - 本店を東京に移転。本社機能を一本化[2][13][14]。

## 本社・生産拠点
- 本社 - 東京都港区

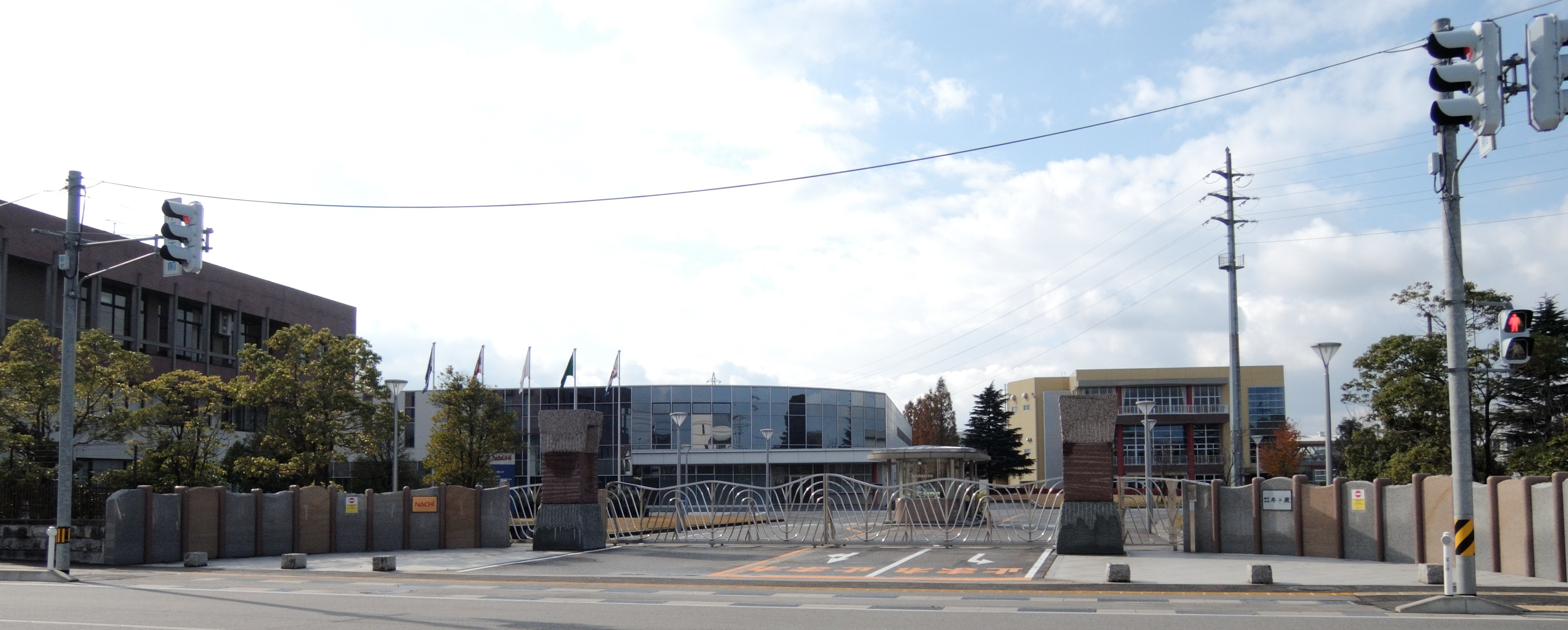
富山事業所

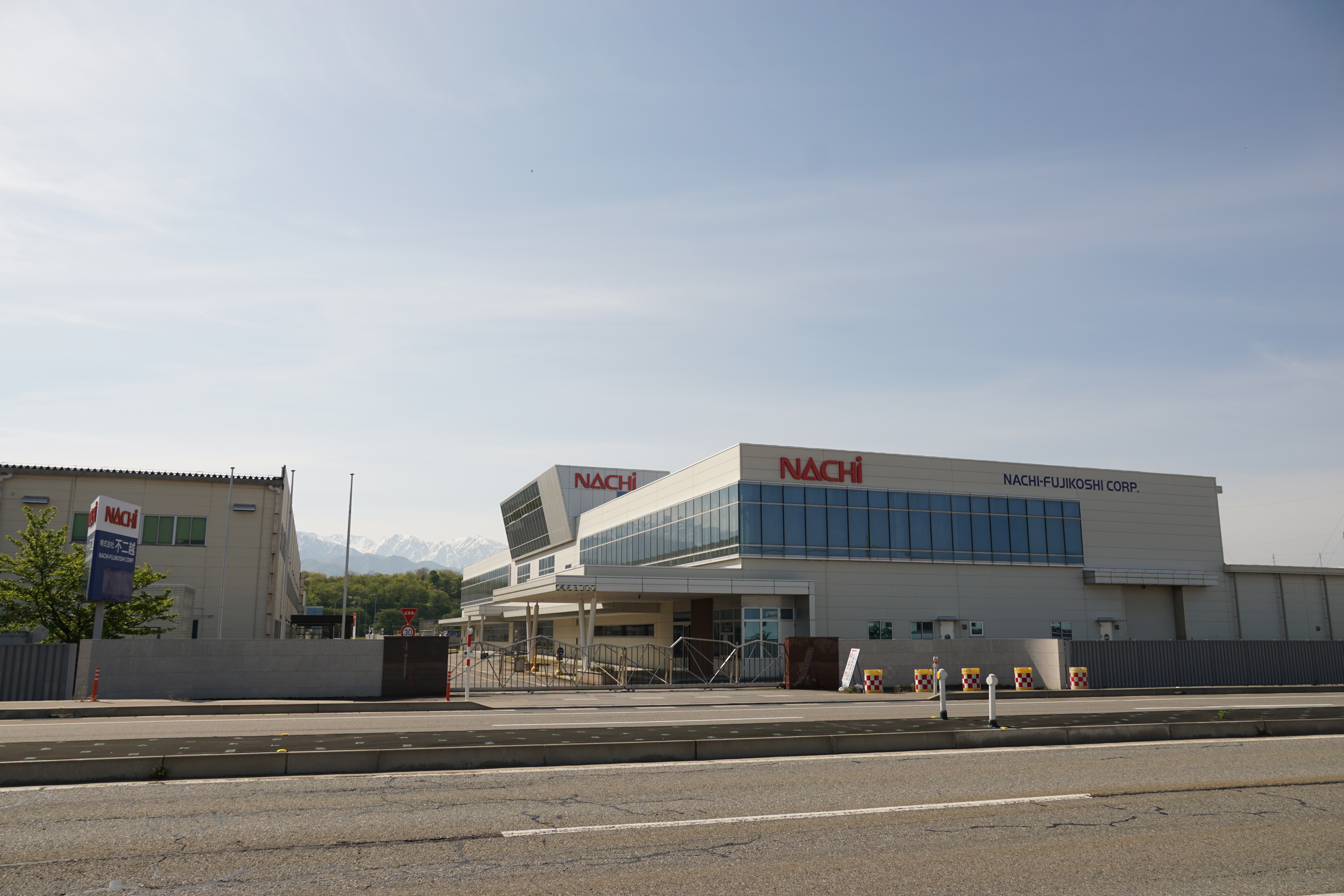
滑川事業所

- 富山事業所（旧・富山本社） - 富山県富山市
- 東富山事業所 - 富山県富山市
- 滑川事業所 - 富山県滑川市
- 水橋事業所 - 富山県富山市
- 流杉事業所 - 富山県富山市

## 騒動・訴訟

### ベアリングカルテル
2012年12月28日、ベアリングの販売を巡る大手メーカー4社の価格カルテル事件で、東京地方裁判所から独占禁止法違反（不当な取引制限）の罪で不二越の元取締役に懲役1年2月（執行猶予3年）、元軸受企画部副部長に懲役1年（執行猶予3年）、法人としての不二越に罰金1億8千万円の有罪判決が言い渡された。2013年3月29日、公正取引委員会から独占禁止法違反で排除措置命令と約5億900万円の課徴金納付命令を受けた。

### 女子挺身隊に関する訴訟
2013年2月、太平洋戦争中に女子挺身隊として強制労働させられたとして、韓国人女性やその遺族らが不二越に損害賠償を求める訴訟をソウル中央地方法院に起こした。原告は2003年にも不二越と日本政府に対し富山地方裁判所に訴えを起こしていたものの、同地裁は日韓請求権協定により個人の請求権は消滅しているとして原告敗訴の判決を下し、最高裁判所も2011年に原告の上告を棄却していたが、三菱重工業と新日鉄住金が訴えられた別の訴訟において、2012年5月に韓国の大法院が「個人の請求権は有効」との判断を示したことに伴い、改めて不二越を提訴したものであった。
ソウル中央地方法院は2014年、原告の訴えを一部認めて1人当たり8000万 - 1億ウォン（当時の為替レートで約830万 - 1030万円）の支払いを不二越に命じ、控訴審のソウル高等法院も2019年1月に一審判決を支持する判決を下した。上告審の大法院は2024年1月、同様の理由で不二越に対し起こされていた他2件の訴訟もあわせて上訴をいずれも棄却し、不二越の敗訴が確定した。

### 従業員採用に関する発言
2017年7月5日に富山市内で開かれた同年5月中間決算の会見において、本社を東京に一本化することを発表した会長の本間博夫が、東京一本化の理由を「優秀な人材を全国から幅広く集めたい」と説明した上で「富山生まれの人は閉鎖的な考え方なので極力採用しない」という趣旨の発言をした。富山労働局は「公正な採用選考の観点から不適切」との見解を示し、本間は同年7月25日付で謝罪のコメントを同社ウェブサイトに掲載した。